# FAMAS Award
De FAMAS Award is de belangrijkste filmprijs in de Filipijnen. De prijzen worden sinds 1953 jaarlijks in 18 categorieën uitgereikt door de Filipino Academy of Movie Arts and Sciences (FAMAS). Deze is samengesteld uit Filipijnse schrijvers en filmcritici. Een FAMAS Award wordt gezien als de Filipijnse variant van de Amerikaanse Academy Awards.

## Categorieën
In de loop der jaren zijn prijzen uitgereikt in verschillende categorieën:

### Tegenwoordig uitgereikt
- FAMAS Award voor beste film – sinds 1953
- FAMAS Award voor beste acteur – sinds 1953
- FAMAS Award voor beste actrice – sinds 1953
- FAMAS Award voor beste regisseur – sinds 1953
- FAMAS Award voor beste script – sinds 1953
- FAMAS Award voor beste mannelijke bijrol – sinds 1953
- FAMAS Award voor beste vrouwelijke bijrol – sinds 1953
- FAMAS Award voor beste jeugdacteur – sinds 1955
- FAMAS Award voor beste jeugdactrice – sinds 1963
- FAMAS Award voor beste art direction/production design – sinds 1953
- FAMAS Award voor beste cinematografie (camerawerk) – sinds 1953
- FAMAS Award voor beste filmmontage – sinds 1953
- FAMAS Award voor beste geluid  – sinds 1953
- FAMAS Award voor beste originele muziek – sinds 1953
- FAMAS Award voor beste originele nummer – sinds 1963
- FAMAS Award voor beste visuele effecten – sinds 1997
- FAMAS Award voor beste special effects – sinds 1997